# Mns Blang Glong
Mns Blang Glong is een bestuurslaag in het regentschap Pidie Jaya van de provincie Atjeh, Indonesië. Mns Blang Glong telt 502 inwoners (volkstelling 2010).